# 二律背反
二律背反（英語：antinomy）是一种哲学概念。意指对同一个对象或问题所形成的两种理论或学说虽然各自成立但却相互矛盾的现象，又译作二律背驰，相互冲突或自相矛盾。
二律背反受伊曼努尔·康德在其代表作《纯粹理性批判》中推广。在書中，康德列出四種二律背反，均由正題和反題组成。
康德先设置了理性作为感性与知性的综合。知性所依赖的范畴是先验的，由量、质、关系、样式等十二个范畴组成。当理性试图使用这些范畴去规范先验的无限物时，就会出现范畴失效的情况，也就是二律背反。
四组二律背反被康德分为两类，四项正命题被称为柏拉图线。四项反命题被称为伊壁鸠鲁线。康德认为柏拉图线是实践性的，因为这一线允许宗教、道德从中获益。伊壁鸠鲁线是思辨的，因为他引发探究，促使科技发展。
前兩組康德稱為數學的二律背反，錯誤的發生，在其邏輯上設定了並不獨立有相互關連的概念為相斥；後兩組稱為動力的二律背反，錯誤的發生，在於命題將不相干的概念設定為相斥的概念。康德認為二律背反提供了一個可以好好檢討人類理性邏輯與知性經驗關係的出發點。

## 靜態二律背反

### 第1組二律背反（關於時間與空間）
- 正命題：
  - 宇宙在時間上有起點，在空間中也有限制。
    - 反证：假设这个命题错误，时间线是没有肇始的。但是所有的过去形成了一个完整的无限时间线，从无限的过去到达任一给定的时间点都算是度过了无限漫长的时间，这将导致这个时间线既无限又完整，与其自身相悖（因为不可能“度过无限”，一个无限的系列没有终结），所以这个命题肯定是对的，时间一定有一个起点。再假设空间是无限的。无限的事物作为一个不定量，无法被直观。它可以被认为是其各个部分的综合体。当看待一个不定量总体时，我们将其思维为所有其组成单位的叠加。而无限的空间（作为一个不定量）的各个部分在组成它的时候，也同样如此叠加起来并完成为一个整体。但是，时间已经被假设为无限，事物又如何可能经过无限的时间来形成这个整体呢？所以空间是有限的。[3]
- 反命題：
  - 宇宙沒有起點，在空間中也沒有任何限制；它在時間與空間中都是無限的。
    - 反证：假设这个命题错误，宇宙是有起点的，那么起点之前的宇宙从“空”中产生，康德称为虚空时间。但是虚空（无）时间无法生出宇宙，所以时间只能是无限的。假设空间是有限的，那么这个“限”的外部不存在与其对应的事物。因为空间和现象分别为直观的质料与方式，也就是说，空间允许我们的直观以现象感知其本身。如果将空间与现象任何一方放置在另一方的外面，一切直观都是不可能的。如果对于人类来说无法感知，那么这个有限空间外的，无法发生任何现象的虚空空间质料是完全没有意义的。所以结果这样的假设本身就以空间为无限作为结论。[3]

### 第2組二律背反（關於基本粒子）
- 正命題：
  - 在宇宙中各種組成物質都由許多簡單部分組成；而且，沒有東西既簡單又由許多簡單部分組成。
    - 反证：如果假设物质不由单纯的部分组成，那么也就不可能存在复合物（因为复合是相对单纯而言的）。结果就是既没有复合物也没有单一物，即什么都沒有。所以物质必定由许多简单的单纯物组成复合物。如果说只有单一物，而一切复合都是偶然，那么每个单一物即使不复合也是实际存在的，这样的说法结果又是矛盾的。[3]
- 反命題：
  - 在宇宙中沒有由許多簡單部分組成的東西；而且，在宇宙中沒有任何簡單物質。
    - 反证：假设物质的确由单纯的成分组成，就会出现一个悖论：组成复合物时必须在空间中才有可能。每个复合物的组成部分，即每个单一物都要占据空间中的一个位置。但根据在空间中有实体的事物的定义，每个实体都由其一部分组成，那么单一物在空间中就变成了复合物。这是自相矛盾的。所以宇宙中没有单一物，只有复合物。[3]

## 動態二律背反

### 第3組二律背反（關於自由意志）
- 正命題：
  - 宇宙的各種現象，不只是由遵照自然法則運作的因果律主導的，還受到自由意志的因果律影響。（即自然法则之外，尚有自由意志）
    - 反证：假设没有自由意志，只有自然法则。按照因果律，一切事件都有其起因。而这件事情的起因本身又有它的起因。结果一切事物的“开端”都变成相对的了，永远也无法寻找到一个绝对的开端。然而自然法则的定义要求：没有充分原因，什么都不会发生。按照这个定义，无法解释循环的因果律。所以自然法则之外必定有自由意志。[3]
- 反命題：
  - 沒有自由意志這種東西，在宇宙中任何東西純粹遵照自然法則運作。
    - 反证：假设有自由意志，并且可以影响因果律，那么因果律的链条就会被打破。一切事件的起因都变成了绝对的开端。它们的起因将会变得与结果没有联系。人也无法建立起任何统一的经验。康德称这仅仅是一种“思维上之虚构物”。[3]

### 第4組二律背反（關於上帝）
- 正命題：
  - 在宇宙中有一個絕對必然的存在，祂是宇宙的一部分或是宇宙的成因。
    - 在人所能感知的世界中，有依着时间而起的无尽变化链。即时间系列。在一个变化通过时间的推移而发生前，必定有其发生的条件，使其发生成为必然。任一给定存在者必定属于这样一个序列：该序列由受条件限制者延伸至无条件限制者。在这个序列终端的无条件限制者即绝对必然者。祂是时间之所以由变化被感知的起因，因为就像一切个别有限的事物必须是另一个有限事物的结果，变化与时间的开端也必须有一个条件，变化本身的存在是由于这个条件，且这个条件也是存在于时间之中的，也就是绝对存在者。祂必须在这个宇宙之中，否则脱离了感官世界的“变化”无法被感知。[3]这一证明的一个相同版本由中世纪经院哲学家托马斯·阿奎那提出，他认为，所有的因果律链条顶端，有一位上帝，且祂赋予其他事物以必然性。[2]
- 反命題：
  - 在宇宙中或在宇宙外沒有一個絕對必然的東西造就了宇宙。
    - 反证：绝对存在者有两种可能：1.绝对存在者就是世界本身。2.绝对存在者在世界之中。在这种情况下，要么时间变化系列有一个绝对的开端（符合假设2），要么在时间变化中没有开端，所有存在都是受条件制约者，惟这个链条本身是绝对存在的（符合假设1）。按照物理学中的力学法则，没有条件的开端是不可能的。所以绝对存在者不存在。如果绝对存在者就是世界（宇宙）本身，则这个时间变化系列中的一切都是偶然的，那么祂的必然性就没有意义了。如果说世界之外仍然有必然性，那么既然作为万物随着时间变化的起因，祂必须在世界之内才能开始对世界施加因果律，如此绝对存在者便移动至世界之内的了，因此这种假设是矛盾的。所以无论如何在宇宙内外都不可能有一个绝对存在者。[3]

## 影響
純粹理性的二律背反的發現在康德哲学形成過程中具有重要意義，它使康德深入到了對理性的批判，不僅發現了以往形而上学陷入困境的根源，而且找到了解决问题的途径。康德将二律背反看作是源于人类理性追求无条件的东西的自然倾向，因而是不可避免的，他的解决办法是把无条件者不看作认识的对象而视之为道德信仰的目标。虽然他对二律背反的理解主要是消极的，但他亦揭示了理性的内在矛盾的必然性，从而对黑格尔的辩证法产生了深刻影响。

## 流行文化
- 《命运石之门》、《命运石之门0》中的章节二律背反的对偶（二律背反のデュアル）
- 《遊戲王5D's》（遊☆戯☆王5D's）中世界本源灭四星之一——布鲁诺的代号，“安提诺米”
- 《前目的地》澳大利亚科幻电影

### 來源
1. ↑  Immanuel Kant, "THE CRITIQUE OF PURE REASON", translated by J. M. D. Meiklejohn
2. 1 2 3  陈, 波. . 北京: 北京大学出版社. 2017: 48, 122–125. ISBN 978730128119-2.
3. 1 2 3 4 5 6 7 8  Kant, Immanuel. . . 北京: 商务印书馆. 1997: 333–351. ISBN 7100017270 （中文（中国大陆））.

### 書籍
- 伯特兰·罗素:《西方哲学史》（商务印书馆，2003年版，何兆武、李约瑟译）第二十章

## 外部鏈接
- Hazewinkel, Michiel (编), , , Springer, 2001, ISBN 978-1-55608-010-4
- PhilPapers上的二律背反